# ジョージ・バルドック
ジョージ・ヘンリー・イヴォー・バルドック（George Henry Ivor Baldock (ギリシア語: Τζορτζ Μπάλντοκ)、 1993年3月9日 - 2024年10月9日）は、イングランドの元プロサッカー選手、元ギリシャ代表。ポジションはDF。

## 経歴
兄のサム・バルドックもプレーするミルトン・キーンズ・ドンズFCのアカデミーチームに入り、2010年5月8日にプロデビューした。
2016年1月28日、所属元のMKドンズに呼び戻された。5月3日にはチームの年間最優秀若手選手に選ばれた。
2017年6月13日、オックスフォード・ユナイテッドFC時代の恩師クリス・ワイルダーが監督を務めるシェフィールド・ユナイテッドFCに3年契約で移籍した。チームはフットボールリーグ・チャンピオンシップで2年間戦い、2019年4月28日には12年ぶりのプレミアリーグ復帰を成し遂げた。
2024年5月29日、パナシナイコスFCに3年契約で移籍した。
2024年10月9日の夜、アテネ南部郊外のグリファダの自宅プールで遺体が発見された。31歳没。

## 私生活
ギリシア人の祖母が居るため、ギリシア代表でプレーする権利も持っている。

## 個人成績

### 代表
2024年3月26日現在
| ギリシャ代表 | 国際Aマッチ | 国際Aマッチ |
| 年           | 出場        | 得点        |
| ------------ | ----------- | ----------- |
| 2022         | 6           | 0           |
| 2023         | 4           | 0           |
| 2024         | 2           | 0           |
| 通算         | 12          | 0           |

## タイトル
個人
- ミルトン・キーンズ・ドンズ Academy Player of the Year: 2010-11[12]
- ミルトン・キーンズ・ドンズ Young Player of the Year: 2015-16[13]
- PFA年間ベストイレブン: 2015-16 リーグ2[14]